# Tim Moore (álbum)
Tim Moore es el álbum debut homónimo del músico Tim Moore. Fue publicado en marzo de 1974 a través de A Small Record Company.

## Recepción de la crítica
Un escritor no especificado de Record World comentó: “Su música y sus letras se fusionan con sensibilidad y el resultado es un disco lleno de melodías que tienen la capacidad de impactarnos donde vivimos”. Un escritor no especificado de la revista Cash Box describió Tim Moore como “un interesante primer esfuerzo [que] presenta su consumado trabajo de teclado, guitarra, bajo y voz entretejido en una excelente colección de canciones, todas escritas por él. Sus letras incisivas cortan muy bien el corazón de cada uno de los temas que trata”. Un escritor no especificado de Billboard escribió: “Conjunto excepcionalmente bonito y bien arreglado de este cantante/compositor. Los mejores cortes son las canciones de amor más lentas. Las canciones de Moore deberían encontrar muchos artistas ansiosos por grabarlas en el futuro”.

## Lista de canciones
Todas las canciones escritas y compuestas por Tim Moore. 
Lado uno
1. «A Fool Like You» – 3:43
2. «Second Avenue» – 3:55
3. «Charmer» – 2:51
4. «Sister Lilac» – 3:16
5. «High Feeling» – 3:20

Lado dos
1. «I Can Almost See the Light» – 3:00
2. «Love Enough» – 3:08
3. «Aviation Man» – 2:48
4. «When You Close Your Eyes» – 3:12
5. «I'll Be Your Time» – 3:25

## Créditos y personal
Créditos adaptados desde las notas de álbum de Tim Moore.
Músicos
- Tim Moore – teclados, guitarra, bajo eléctrico, voz principal y coros
- Russ Kunkel – batería en «A Fool Like You» y «Love Enough»
- Tom Sellers – bajo eléctrico en «A Fool Like You» y «Love Enough»
- Roy Markowitz – batería en «Charmer», «High Feeling», «When You Close Your Eyes» y «I'll Be Your Time»
- Nick Jameson – batería en «Aviation Man»
- Bernard Purdie – batería en «I Can Almost See the Light»
- Stephen Gelfand – bajo eléctrico en «Charmer»
- Howard Johnson – saxofón barítono en «Charmer»
- Bill McCord – batería en «Second Avenue»
- Lloyd Hamoy Donnelly – bajo eléctrico en «Second Avenue»
- Andy Robinson – coros
- Arin Dickens – coros
- Annie Sutton – coros

Personal técnico
- Nick Jameson – productor, ingeniero de audio
- Tom Sellers – arreglos
- Mike Leary – ingeniero de audio en «Second Avenue»
- Bob Ludwig – masterización
- Harris Goldberg – fotografía

## Posicionamiento
| Gráfica (1974)                                  | Pico de posición |
| ----------------------------------------------- | ---------------- |
| Estados Unidos (Billboard Top LPs & Tape)       | 119              |
| Estados Unidos (Cash Box Top 100 Albums Cont'd) | 127              |